# Дамаси (дем Тирнавос)
Дамаси (на гръцки: Δαμάσι) е село в дем Тирнавос, Тесалия, Гърция.
Селото се намира между два стръмни хълма в близост до десния бряг на река Титарисос и на обходния път Тирнавос – Еласона. Намира се на 28 км северозападно от Лариса, на стратегическо място с древна история.
Край Дамаси се намират руините от византийска крепост от 6 век, от времето на Юстиниан Велики.
През 1881 г., въпреки че почти цяла Тесалия е присъединена към Кралство Гърция по силата на Константинополския договор от 1881 година, Дамаси заедно с Еласона и котловината около последната остават в рамките на Османската империя. Османо-гръцката граница е изместена в Истанбул през 1881 г. на 24 км на юг от гръцките претенции и аспирации, като Дамаси е почти на самата граница от османска страна. И днес могат да се видят руините край Дамаси от османските гранични казарми. През април 1897 г., по време на Гръцко-турската война, Дамаси е един от театрите на бойните действия. Селото е присъединено към кралство Гърция на 5 октомври 1912 г. по време на Балканската война.